# Свистунов Петро Миколайович
Свистунов Петро Миколайович (27 липня 1803, Петербург — 15 лютого 1889, Москва) — декабрист, корнет лейб-гвардії Кавалергардського полку. Мемуарист.

## Біографія
Народився в Петербурзі. Батько — дійсний камергер Свистунов Микола Петрович (помер у 1815 році), мати — Марія Олексіївна Ржевська (перейшла в католицтво, померла в 1866 році в Парижі). За сім'єю до 5 тисяч душ в різних губерніях і кам'яний будинок в Петербурзі. Виховувався в єзуїтському пансіоні і пансіоні барона Шабо, потім у Пажеському корпусі, випущений з камер-пажів корнетом у лейб-гвардії Кавалергардський полк — 20 квітня 1823 року.
Член петербурзького осередку Південного товариства з 1823 року, брав участь у діяльності Північного товариства. Знав цілі товариства — введення республіканського правління і поділяв думку про винищення імператорської сім'ї. Сам прийняв у товариство кілька членів.
Наказ про арешт — 19 грудня 1825 року, заарештований у Москві в ніч на 21 грудня, 23 грудня доставлений до Петропавловської фортеці. У червні 1826 року намагався покінчити життя самогубством.
Засуджений за II розрядом і по конфірмації 10 липня 1826 року засуджений на каторжні роботи на 20 років, термін скорочений до 15 років — 22 серпня 1826 року. Відправлений з Петропавлівської фортеці до Сибіру — 18 січня 1827 року. Покарання відбував у Читинському острозі і Петровському заводі. У 1835 році звернений на поселення в с. Ідінське (Кам'янку) Іркутської губернії. У 1837 році за клопотанням чоловіка сестри генерал-майора графа Бальмена дозволено перевести в місто Курган Тобольської губернії. Прибув в Курган 21 січня 1838 року, купив у Кургані будинок (за 3320 рублів), що належав декабристу Назімову. На прохання брата, О. М. Свистунова, дозволено вступити на службу в одне з присутствених місць міста Тобольська — 30 вересня 1841 року. Служив канцелярським служителем у губернському правлінні. За відзнаку підвищений в колезькі реєстратори — 184 року, а потім, за вислугою років, у губернські секретарі. По маніфесту про амністію 26 серпня 1856 року йому і дітям, народженим після вироку, даровані права спадкового дворянства, прибув з родиною до Москви — 10 березня 1857 року, виїхав до Калуги — 16 березня, височайше дозволено виїхати за кордон на 6 тижнів для побачення з матір'ю — 1 квітня 1857 року. Отримав від свого брата, О. М. Свистунова, частину батьківського спадку — маєток у Лихвинському та Козельському повітах Калузької губернії. Обрано в члени Калузького губернського комітету із влаштування побуту поміщицьких селян у 1859 році, дозволено перебування в столицях, але під наглядом — 27 травня 1860 року, був членом від уряду в Калузькій по селянських справах присутності, віце-президент губернського статистичного комітету, викладав французьку літературу у калузькій жіночій гімназії. У 1863—1889 жив у Москві, де й помер. Похований в Олексіївському монастирі (в 1929 прах перенесено в Донський монастир).
Дружина (з 25 січня 1842 року) — Тетяна Олександрівна Неугоднікова (померла 1875 року), прийомна дочка наглядача Курганського повітового училища Олександра Івановича Дуранова.

## Мемуарист
Йому належать статті в «Русском Архиве» (1870 і 1871) з приводу книг і статей про 14 грудня 1825 року і декабристів.